# Октябрський (Кулундинський район)
Октя́брський (рос. Октябрьский) — селище у складі Кулундинського району Алтайського краю, Росія. Адміністративний центр Октябрської сільської ради.

## Населення
Населення — 1256 осіб (2010; 1261 у 2002).
Національний склад (станом на 2002 рік):
- росіяни — 79 %